# Конопліч Кіндрат Михайлович
Кіндрат Михайлович Конопліч (1900, м. Бориспіль) — бандурист, репресований.
Учасник Київської капели бандуристів (1927-1929), пізніше Бориспільської капели бандуристів, якою деякий час керував. Розстріляний.